# Ndruna
Le ndruna, aussi appelé ngiti, kingiti, ngeti, kingeti, bindi, ou encore lendu-sud, est une langue nilo-saharienne du groupe soudanique central parlée par 100 000 locuteurs dans le territoire d'Irumu, au sud de Bunia (district de l'Ituri, Province orientale, nord-est de la République démocratique du Congo), faisant partie des langues lendu parlées par les Lendu de l'Ituri. Les Lendu-Sud sont aussi appelés Walendu Bindi ou Indru en langue ndruna.

## Écriture
Le ngiti est écrit avec l’alphabet latin
| a   | b  | bh  | d   | dh | dr | dy | dz | e  | ɛ  | f  | g | gb |
| gy  | h  | i   | ɨ   | k  | kp | ky | l  | m  | mb | mv | n | nd |
| ndr | ng | ngb | ngy | ny | nz | o  | ɔ  | p  | pb | pf | r | s  |
| t   | td | tdy | tr  | ts | u  | ʉ  | v  | vh | w  | y  | z | ’  |

## Ancien système de numération
L'ancien système de numération du ndruna, dont seules les personnes âgées se souviennent encore, utilisait les bases 4 et 32 :
| 1 | atdí   | 9  | àrʉ̀gyètdí    | 17 | ɔpɨdɔ̀ atdì  | 25  | àròtsí dɔ̀ atdì |
| 2 | ɔyɔ    | 10 | ɨdrɛ         | 18 | ɔpɨdɔ̀ ɔyɔ   | 26  | àròtsí dɔ̀ ɔyɔ  |
| 3 | ɨ̀bhʉ   | 11 | otsi-vi      | 19 | àbà-vi      | …   | …              |
| 4 | ɨ̀fɔ    | 12 | otsi         | 20 | àbà         | 28  | àdzòro         |
| 5 | imbo   | 13 | otsi dɔ̀ atdì | 21 | àbà dɔ̀ atdì | 32  | wǎdhɨ̀          |
| 6 | aza    | 14 | otsi dɔ̀ ɔyɔ  | 22 | àbà dɔ̀ ɔyɔ  | 64  | ɔ́yɔ̀ wǎdhɨ̀      |
| 7 | àrʉ̀bhʉ̀ | 15 | ɔpɨ-vi       | 23 | àròtsí-vi   | 96  | ɨ̀bhʉ wǎdhɨ̀     |
| 8 | àrʉ̀    | 16 | ɔpɨ          | 24 | àròtsí      | 128 | ɨ̀fɔ wǎdhɨ̀      |